# フリップアップ
株式会社フリップアップ（英文社名；Flip Up Inc.）は、東京都港区に本社を置く日本の芸能プロダクション。

## 沿革・概要
1995年12月に「有限会社フリップアップ」として設立。2005年に「株式会社フリップアップ」に改組。俳優やタレントの他にも、ラジオDJ、ニュースキャスターやナレーターなど所属タレントのジャンルは多岐に渡る。

## 所属タレント
2016年9月現在

### 俳優・タレント
- 太田裕二
- 大慈弥レイ
- 石川竜太郎
- 橘美緒
- 春名風花
- 山口りな
- 渡辺未優

### ラジオDJ.キャスター.ナレーター.MC
- 澤美代子
- 片岡由衣
- 笹田道子
- 谷友紀子
- 高橋佳子
- 田原彩香
- 尾崎倫子
- 船越真衣

## かつて所属していたタレント
- 井上百世
- 小倉星羅（2015年9月退社、同年10月より千葉テレビ放送アナウンサーを経て、2021年から読売巨人軍公式ウグイス嬢（場内アナウンサー））
- 加藤美佳（別名：我謝レイラニ、我謝よしか）
- 奏木純（別名：葉山織江）
- 要潤
- 兼田いぶき
- 川渕良和
- 清田萌子
- 樹神理央菜
- 児玉美保
- 小松春佳
- 櫻井彩子
- 佐藤優里亜
- 柴田さやか
- 清水一希
- 橘泰菜
- 田中えみ
- 中込真理子
- 中里文音（別名：遠藤あやね）
- 中村智佳
- 中山三奈
- 那須香璃
- 西村理沙
- 本田茉莉亜
- 松中みなみ
- 三浦希穂
- 美崎悠
- 水木ゆうな
- 水落日加里
- 寺島速人
- 長瀬綾
- 友加里
- 横田椋
- 吉家章人
- 奥菜恵
- 忍野さら（おしの沙羅に改名）
- スチール哲平